# Godhavn Station
Godhavn Station er et dansk trinbræt i byen Tisvilde i Nordsjælland. Trinbrættet åbnede i maj 1925 som erstatning for Tibirke trinbræt, der samtidig blev nedlagt. Standsningsstedet ligger ved institutionen Godhavn. 